# Estació de Sant Feliu - Consell Comarcal
|  | El títol d'aquest article és incorrecte a causa de limitacions tècniques. El títol correcte de l'article és Estació de Sant Feliu \| Consell Comarcal. |

Sant Feliu | Consell Comarcal és una estació de tramvia, capçalera de la línia T3 de la xarxa del Trambaix situada a sobre de la riera de Pahissa entre la Avinguda Montejurra de Sant Feliu de Llobregat i el terme municipal de Sant Just Desvern. La parada funciona com a intercanviador on hi paren nombroses línies de busos interurbans i es va inaugurar el 2007.
Hi ha en projecte d'enllaçar aquí amb la línia 3 del metro de Barcelona. Aquesta nova estació de metro es dirà El Pla del Vent.
Els treballs de construcció de la parada de tramvia es van iniciar al principi del 2006 amb un periode d'execució de poc mes d'un any. Les proves finals amb circulació de tramvies van començar el 19 de març del 2007 i es van estendre durant unes 5 setmanes. L'estació es posava en servei el 21 d'abril del 2007 amb el perllongament de la línia T3 del Trambaix en un nou tram de 600 metres des de la parada de Torreblanca, portant el tramvia des de Sant Just a les portes de Sant Feliu de Llobregat.

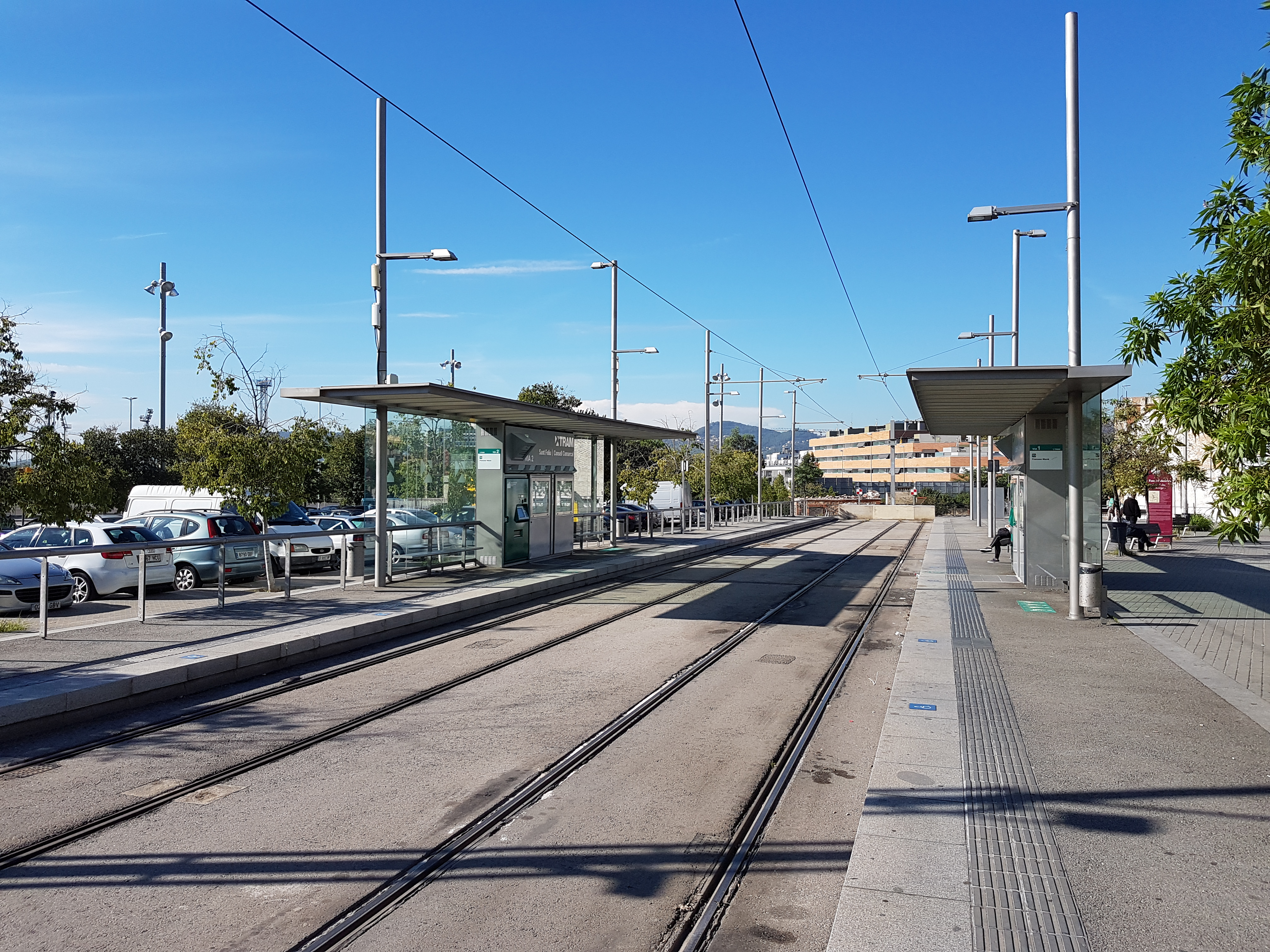
L'estació és l'actual capçalera de la línia T3

| Trambaix               |                       |       |             |                        |
| Procedència/Destinació | <                     | Línia | >           | Procedència/Destinació |
| terminal               | terminal              |       | Torreblanca | Francesc Macià         |
| Projectat              |                       |       |             |                        |
| Quatre Camins          | Estació de Sant Feliu |       | Torreblanca | Francesc Macià         |
| Metro de Barcelona     |                       |       |             |                        |
| Projectat              |                       |       |             |                        |
| Sant Feliu             | Sant Feliu            |       | Torreblanca | Trinitat Vella         |